# Ryan X-13 Vertijet
Il Ryan X-13 Vertijet era un aereo sperimentale di produzione statunitense sviluppato come test per trovare un utilizzo in ambito militare del sistema VTOL (Vertical Take-Off and Landing).

## Tecnica
L'aereo era simile ad un convenzionale jet con una grande ala a delta, ma il decollo veniva effettuato tramite una rampa verticale trasportabile. L'X-13 veniva posato su questa rampa, con la sezione di coda rivolta verso il basso. Dopo il decollo l'ugello di scarico a spinta vettoriale portava più velocemente e facilmente l'aereo in assetto orizzontale.
Tecnicamente ricalcava il sistema di diversi aerei sperimentali tedeschi della seconda guerra mondiale, o il Convair XFY Pogo, con il sistema di decollo verticale che voleva l'aereo posato sulla coda. Come tutti i suoi predecessori aveva grandi difficoltà nell'atterraggio a causa dell'impossibilità di vedere la pista.
Questo difetto era sopportabile durante i collaudi ma impossibile da tollerare in un aereo militare di serie.
L'altro grande difetto dell'X-13 era la sua scarsissima autonomia, che lo rendeva praticamente inutile ai fini operativi.